# Mandorla

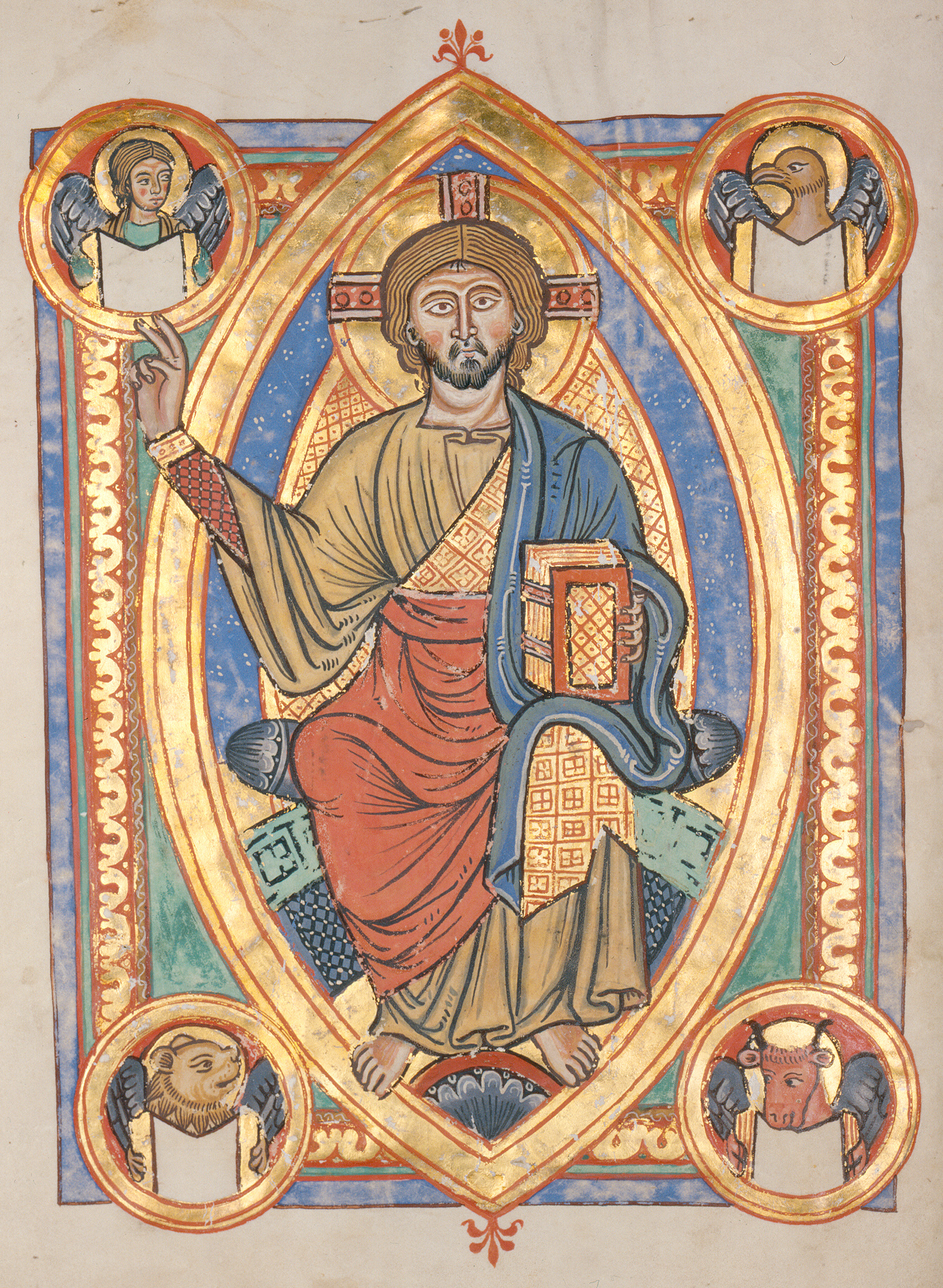
Jesus Kristus omgiven av en mandorla i ett manuskript från omkring 1220.

Mandorla, eller mandelgloria, är en upprättstående "mandelformad" (därav namnet) ljusgloria i form av en spetsig ellips, som omger Kristusgestalten eller jungfru Maria i medeltida konst. Det är en strängt geometrisk symbolform som består av det fält där två lika stora bredvid varandra liggande cirklar överlappar varandra när deras respektive mittpunkter sammanfaller med varandras omkrets.  Medeltida ordnar och gillen använde inte sällan denna form i sina sigill. 